# Летник (Марий Эл)
 Летник  — деревня в Сернурском районе Республики Марий Эл. Входит в состав Сердежского сельского поселения.

## География
Находится в северо-восточной части республики Марий Эл на расстоянии приблизительно 8 км на северо-восток от районного центра посёлка Сернур.

## История
Известна с 1885 года как починок, где в 20 дворах проживали 51 мужчина и 70 женщин, русские. Починок был основан выходцами из Кичминской и Отринской волостей. В 1925 году в деревне Летник насчитывалось 19 хозяйств, проживал 131 человек. В 1975 году в деревне в 4 хозяйствах осталось всего 11 жителей. В советское время работали колхозы «Делегатка», «Новая жизнь», «Путь к коммунизму», Марийский конезавод, совхозы «Кугушенский» и «Россия».

## Население
Население составляло 196 человек (мари 83 %) в 2002 году, 218 в 2010.